# 乔治·德·拉·图尔

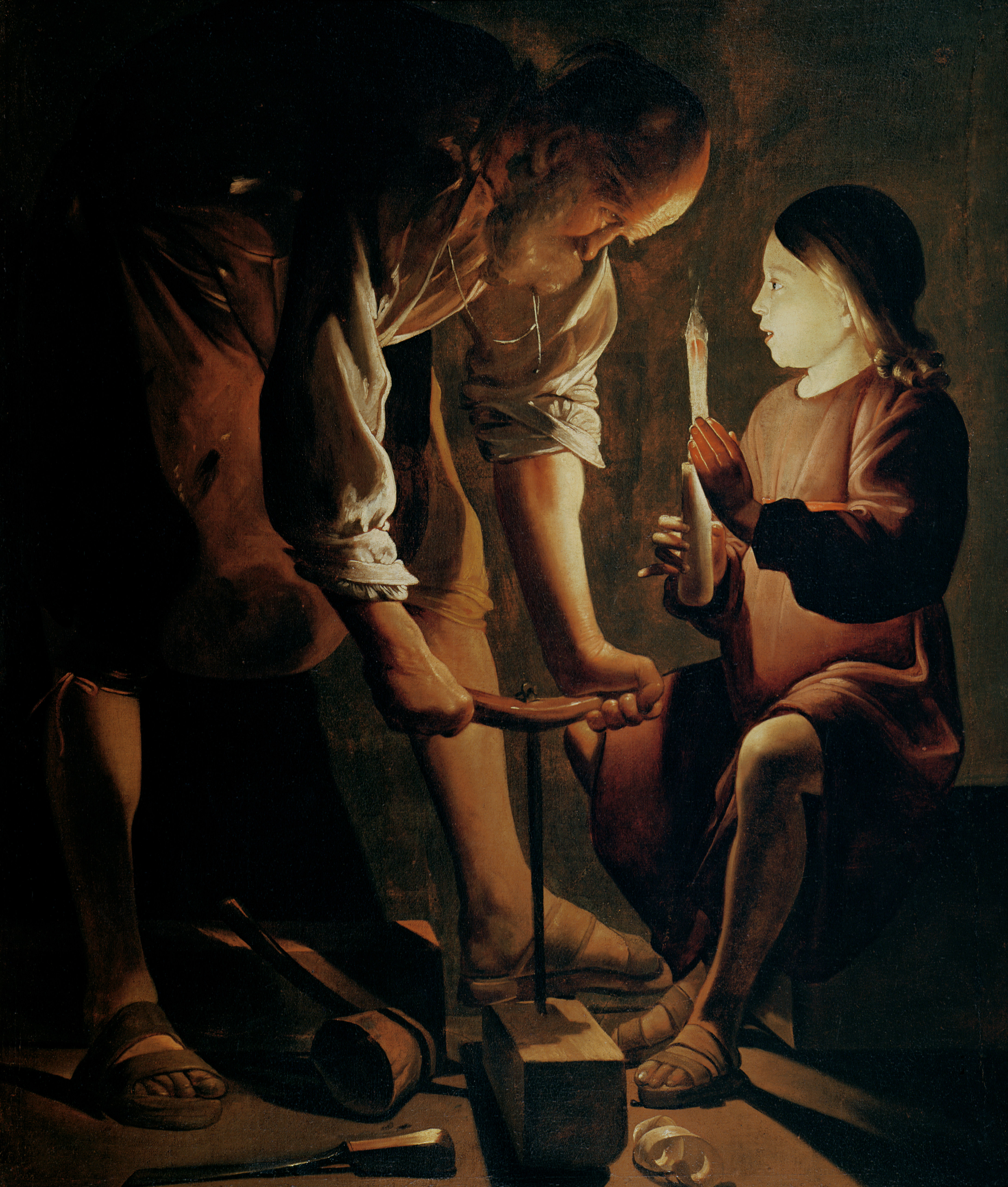
《圣若瑟》（1642年）藏于卢浮宫

乔治·德·拉·图尔（1593年3月13日—1652年1月30日），法国巴洛克时代画家，生於法国洛林，以繪畫燭光作為光源的晚景聞名，題材主要為宗教畫和風俗畫。

## 生平
拉圖爾，生於默尔特-摩泽尔省南部的一个小镇，父亲是面包师，母亲出身于一个小贵族家庭，全家有7个子女，他是次子。
拉圖爾于1617年结婚，1620年他在呂內維爾设立自己的画室，主要描绘宗教画和风俗画，1638年被封为“御用画家”，也为洛林公爵作画，但当地的富有阶级是他主要的顾主，使他逐渐出名。从1639年到1642年，他不再出现在当地的记录中，可能这个时期他又外出旅行了，回来后，他卷入了当时洛林方济各会的宗教复兴运动，画了许多宗教题材的作品，但明显的有世俗画的痕迹。
1652年，他和全家都死于当时吕内维尔流行的传染病。
關於拉圖爾受教育情况，歷史并没有任何记载，但他可能到过意大利和荷兰，因為他的画风类似意大利卡拉瓦乔的巴洛克自然主义风格，但也许他是从荷兰的乌得勒支画派或当时其他北方画派中学到的，因为批评家们常把他和荷兰画家亨德里克·特尔·布吕根相提并论。

## 作品

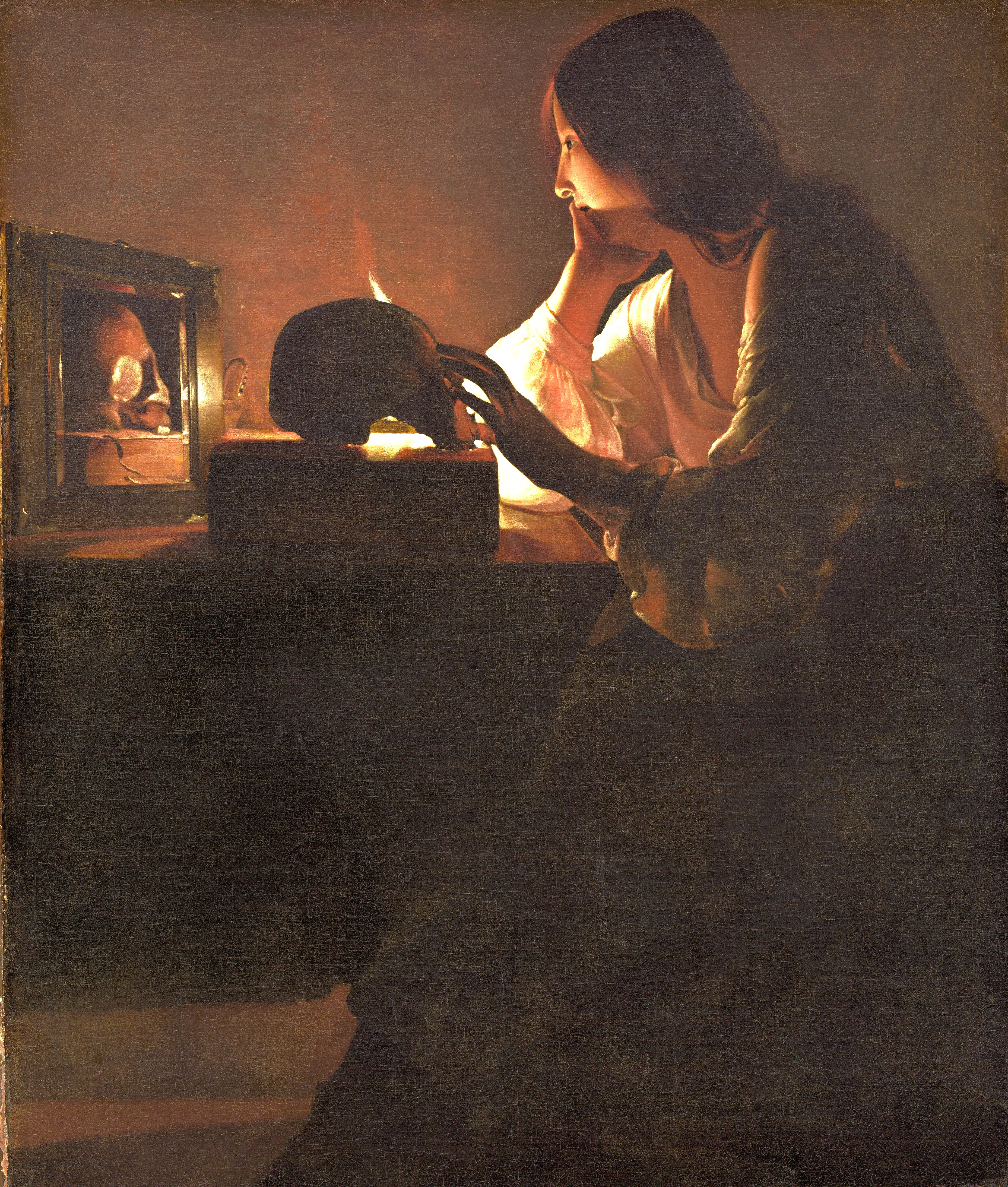

拉圖爾的畫作特色在於：利用燭光來創造獨特的效果，構成充滿氣氛的情境。

### 抹大拉瑪利亞的懺悔
《抹大拉瑪利亞的懺悔》（The Penitent Magdalen），拉圖爾創造了一個迥異於一般人對瑪利亞的印象。畫作描繪曾當過妓女的瑪利亞在為過去罪惡閉關苦修。膝上的骷髏提醒自己要正視死亡。桌子上還有一根鞭子和一個十字架，暗示其苦修，蠟燭火焰靜靜映照在在她憂鬱的臉龐上。

### 油燈前的瑪利亞
《油燈前的瑪利亞》（Repenting Magdalene），拉圖爾畫了很多關於瑪利亞的畫。所有瑪利亞的畫作中以拉圖爾的畫作最樸素。他創造了一個流露哀怨之情的樸素形象。不像其他畫作看起來充滿世俗的宴樂、華麗的衣飾，只有清醒、沉靜、悲哀的反省。 

## 風格
他的早期作品风格受到卡拉瓦乔的影响，亦受到了荷蘭畫家Hendrick Terbrugghen和赫拉德·范洪特霍斯特的影響，但其风俗画明显的和乌得勒支画派风格相近。他最著名的风格是运用好像壁龛中的光线效果，不管同的宗教画还是风俗画都有这种效果。他的夜景通常只用一盞燭光為光源，因此強烈的表現出亮度和陰影的差距。 
从1640年开始，他的创作进入第二阶段，运用明暗对比，三角形稳重的构图布置，形式简洁，向简单和静止稳定的方向发展。
他晚年的作品演變出一種人像風格，畫裡的人體都約減成最單純的幾何造型，並且安置得詳靜平和。這是法國古典主義的表現。 
他经常对同一个主题创作多幅作品，他的儿子是他的学生，两人的作品很难区分。他逝世后，很长时间已经被人们忘记，直到1915年才重新被发掘出来，1935年在巴黎举办了他的作品画展，引起广泛的兴趣，在20世纪，他的作品价值急剧攀升，但是作品的真伪经常引起争议。

## 畫作展示

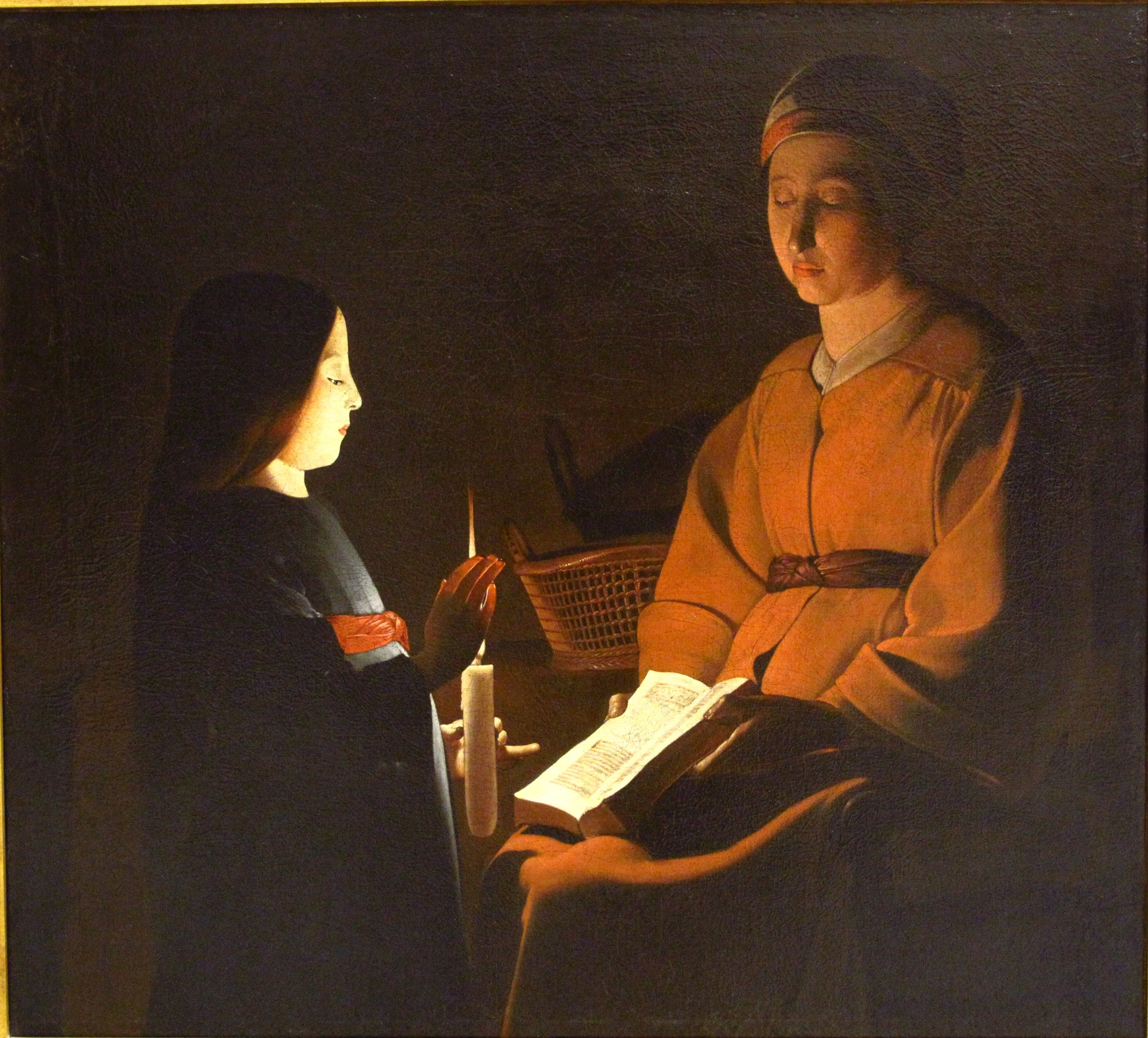
受良好教育的童貞馬利亞
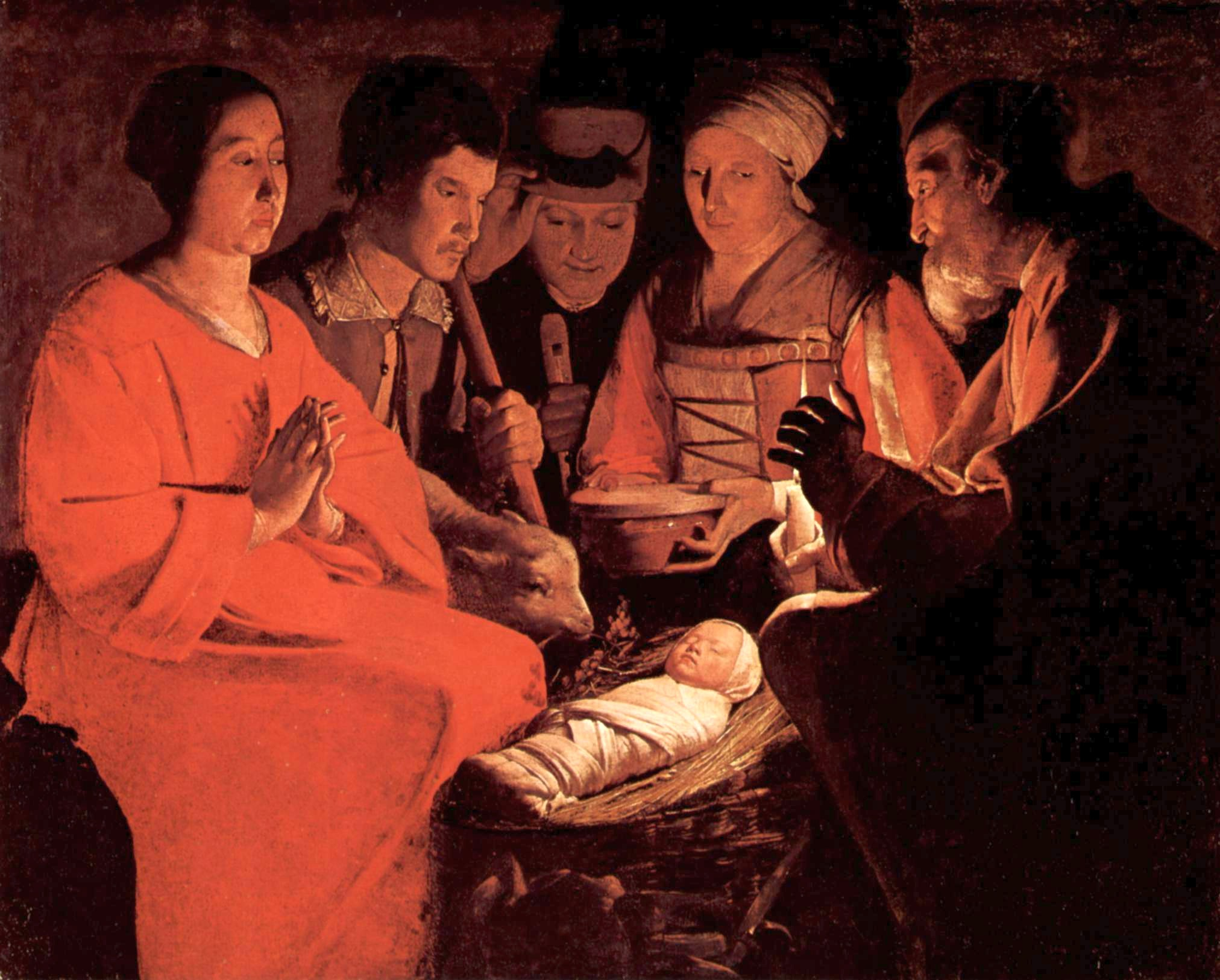
牧羊人的朝拜
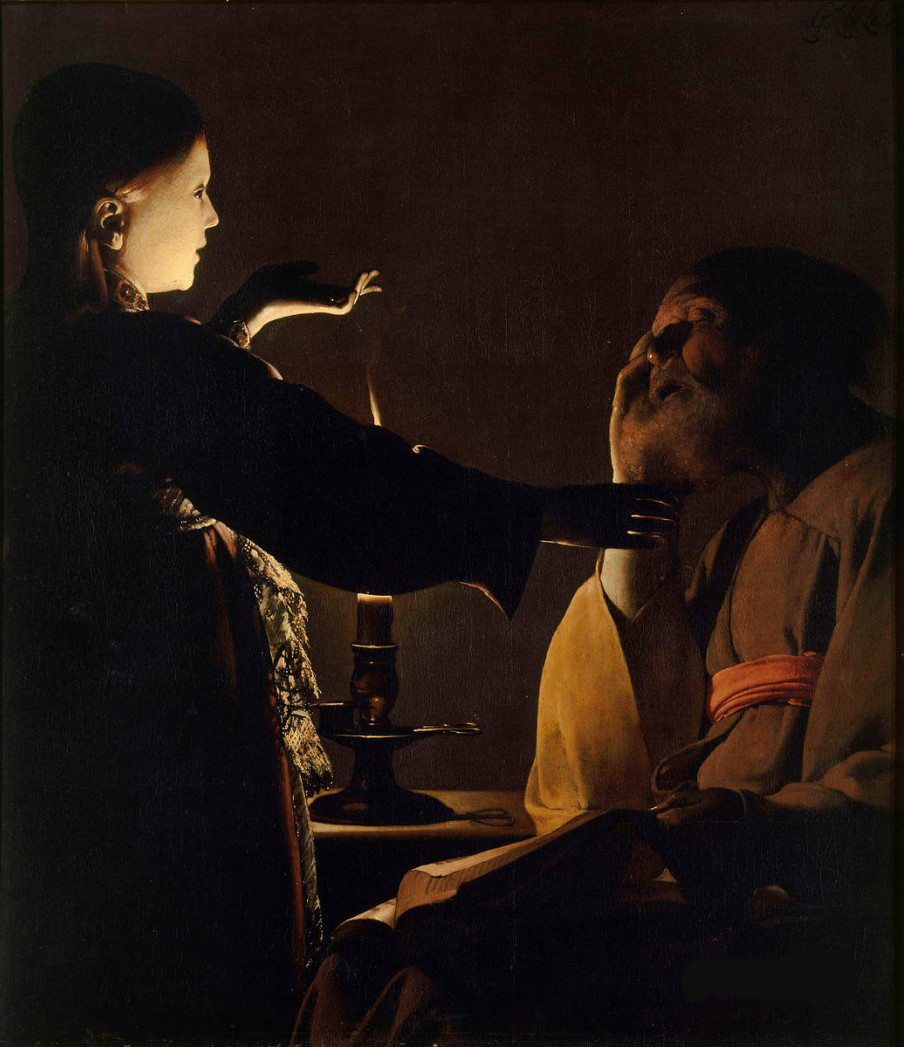
圣若瑟的梦
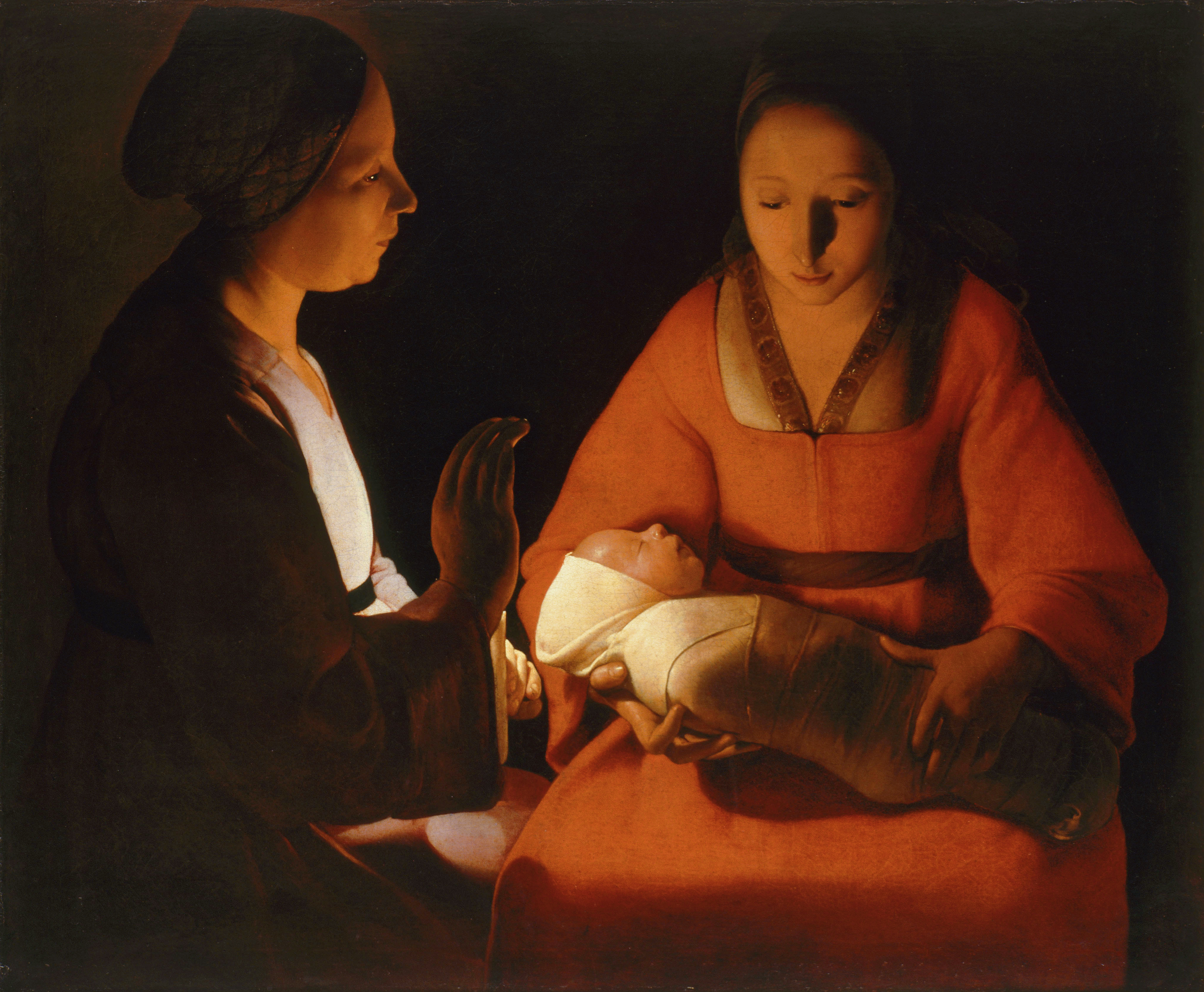
新生兒（圣母子）
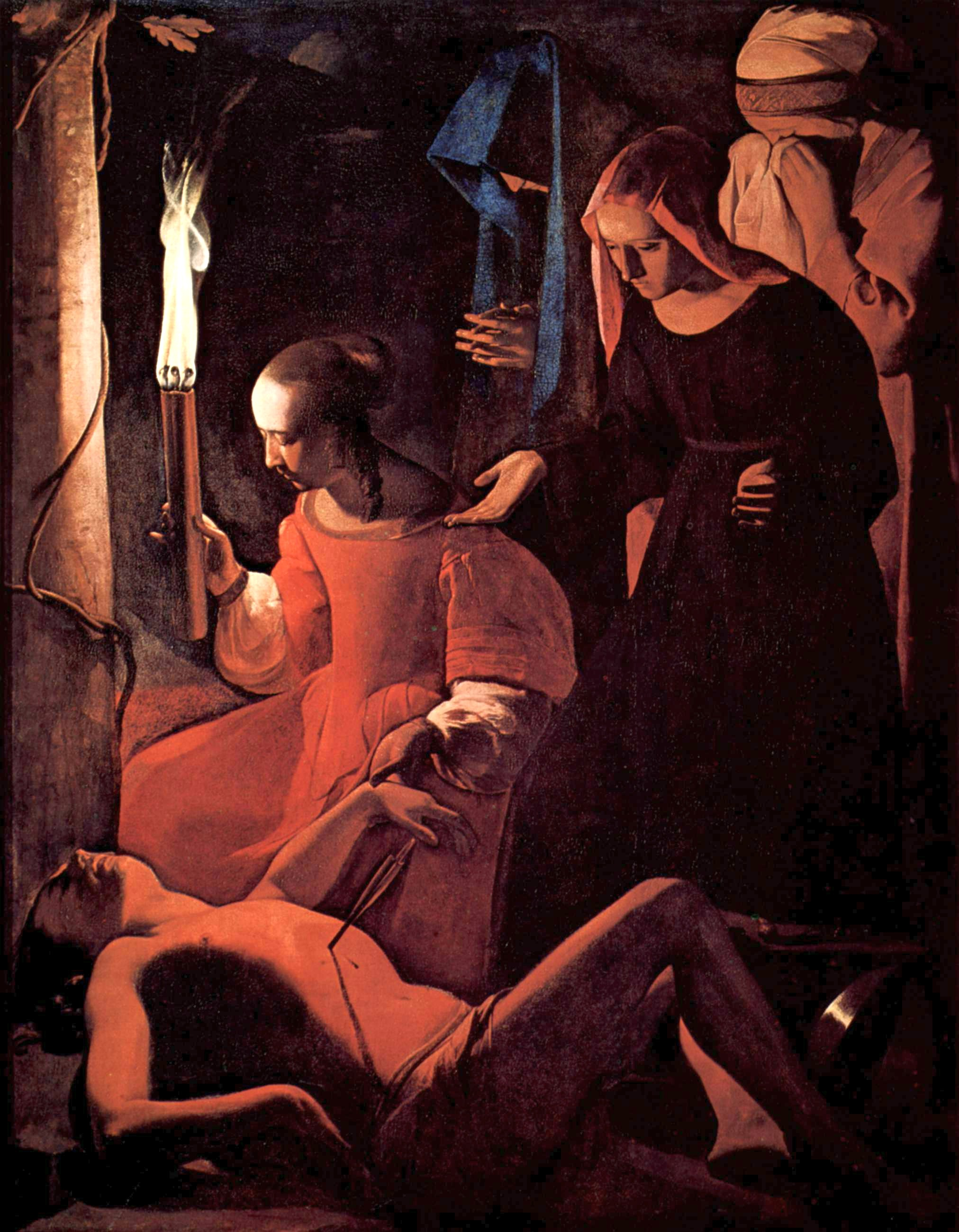
圣伊勒内看护圣塞巴斯蒂安
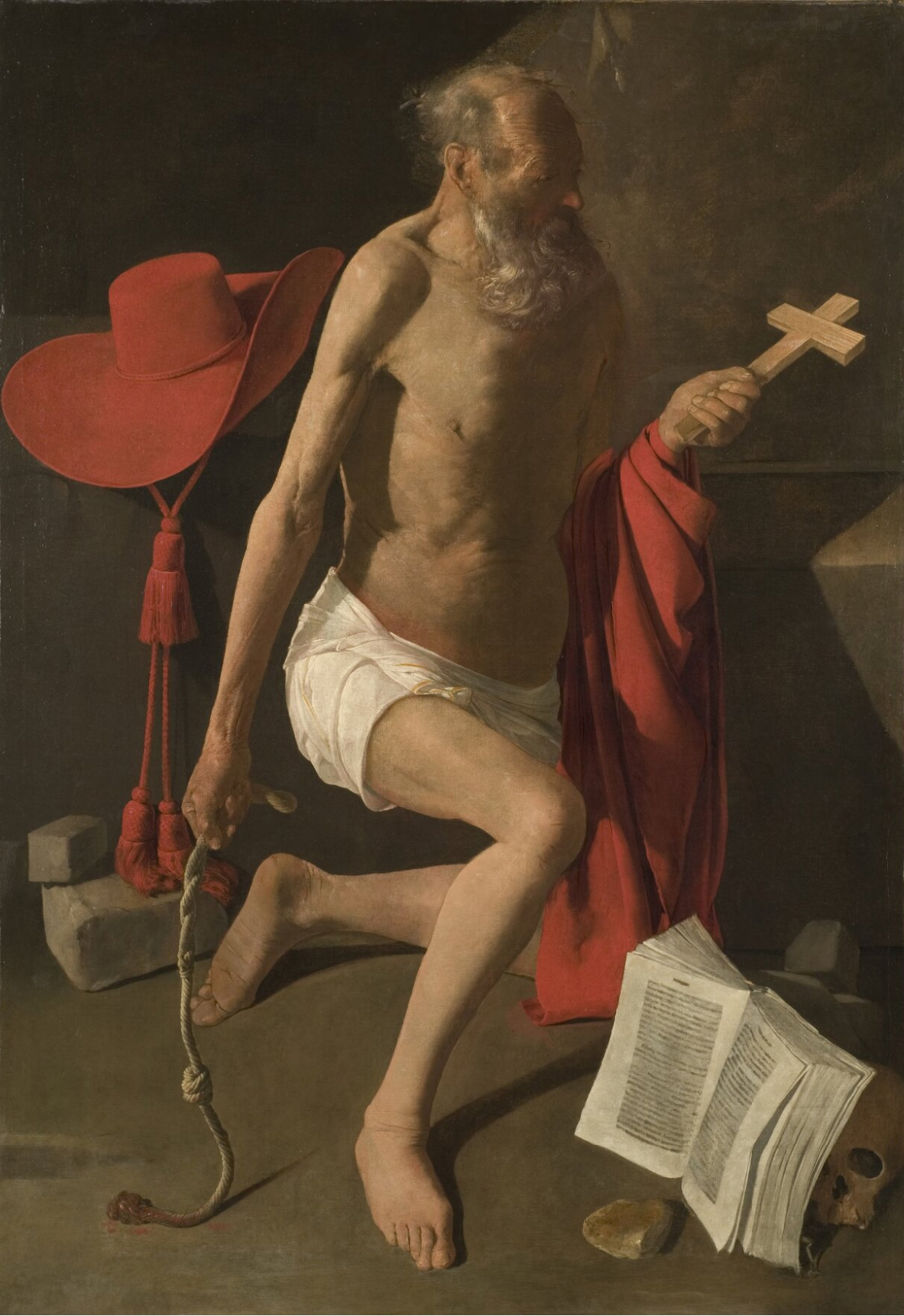
圣杰罗姆
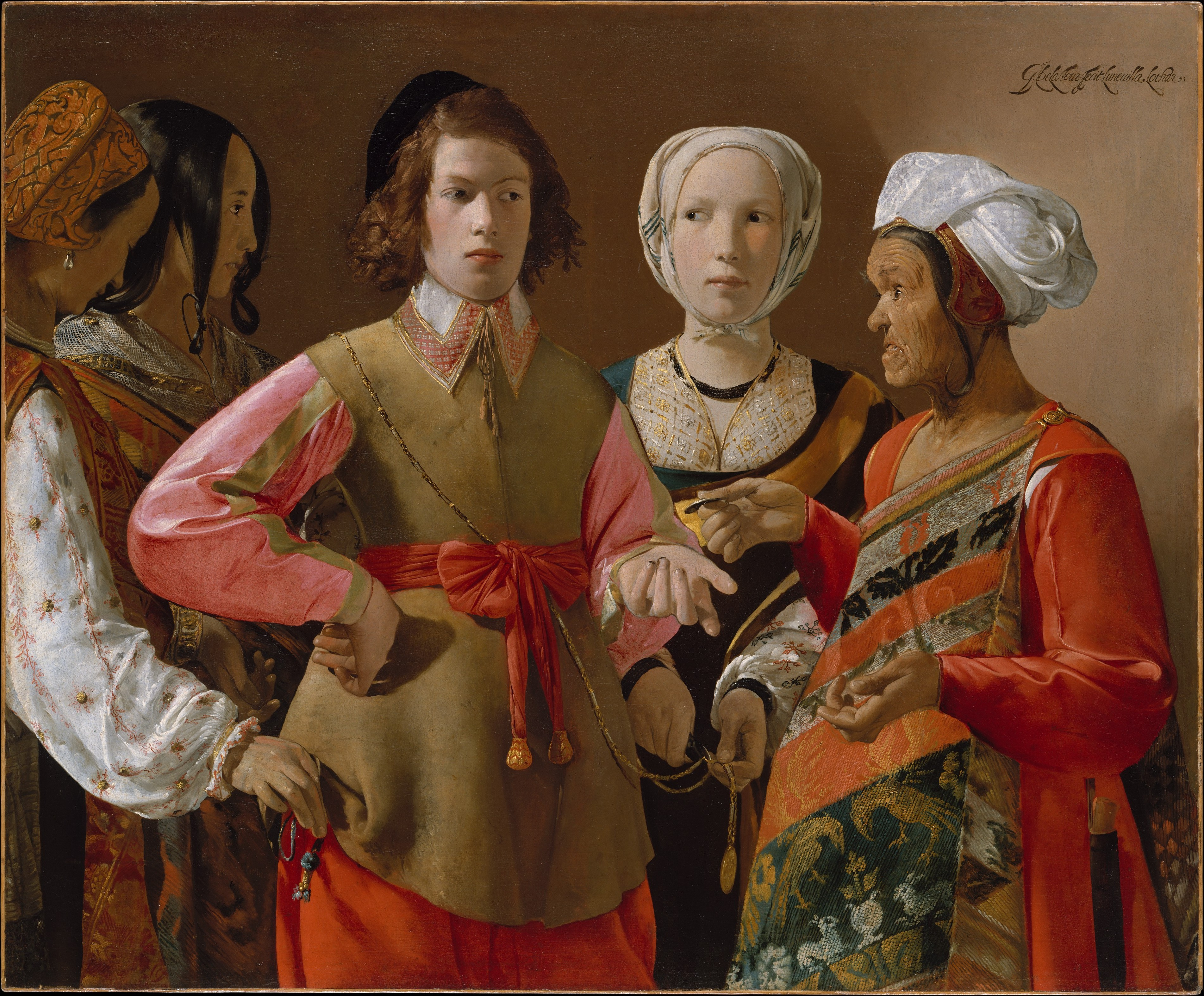
算命先生
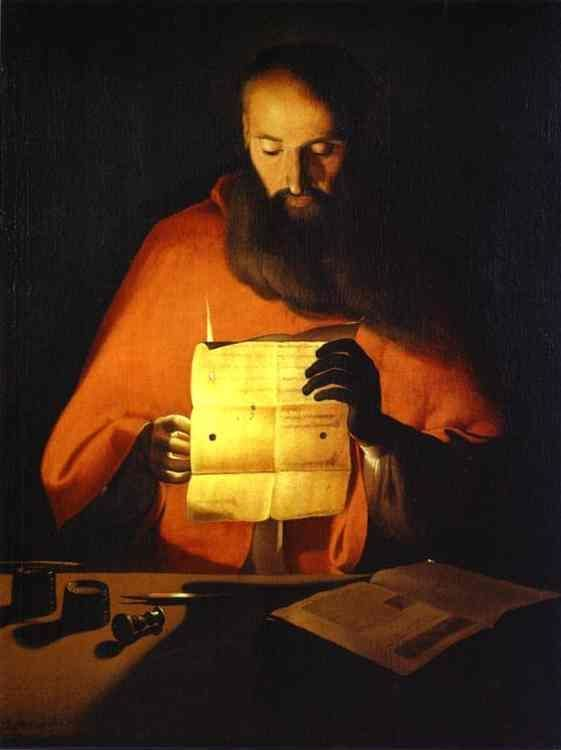
圣杰罗姆看信
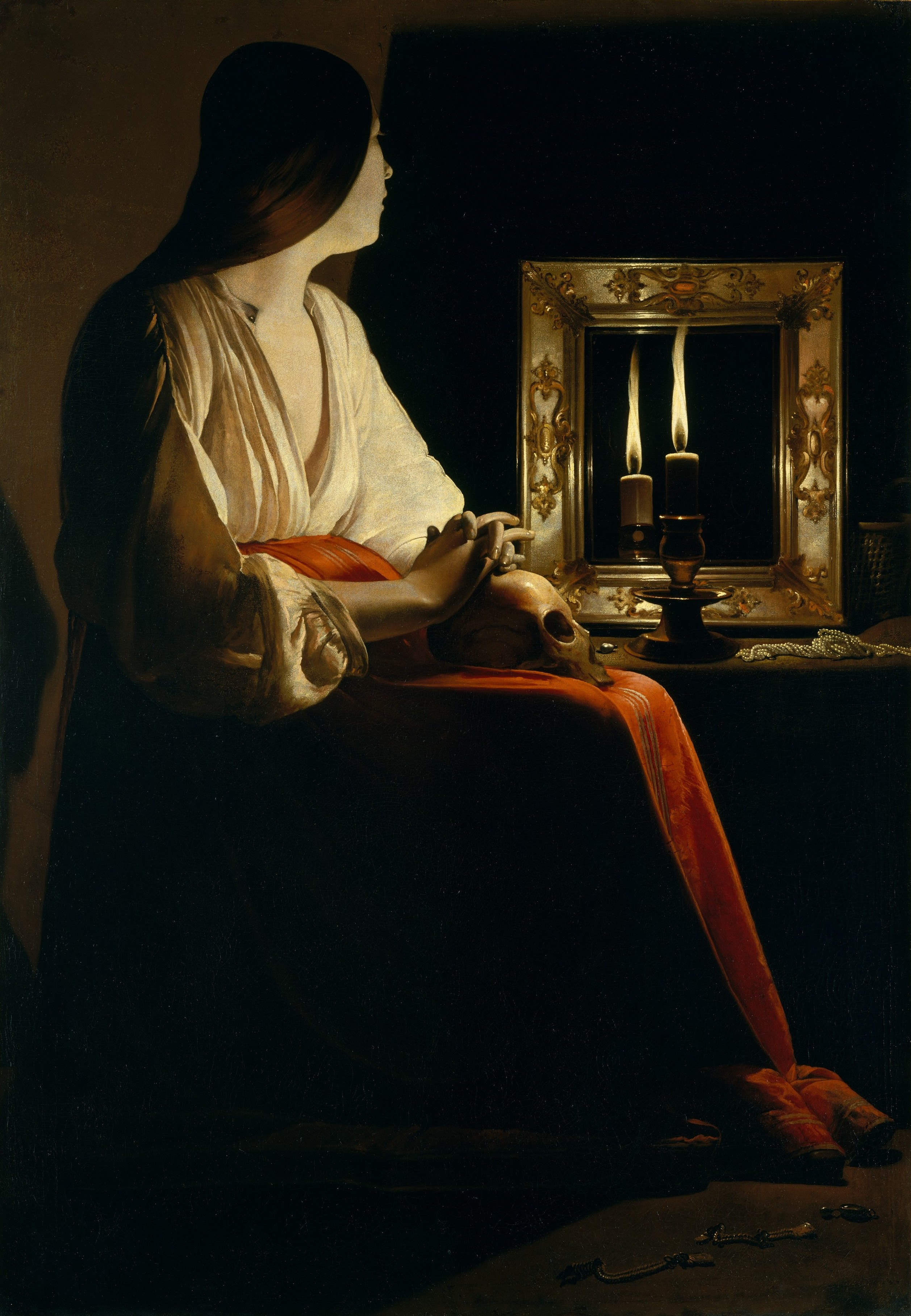
耐心的马大拉
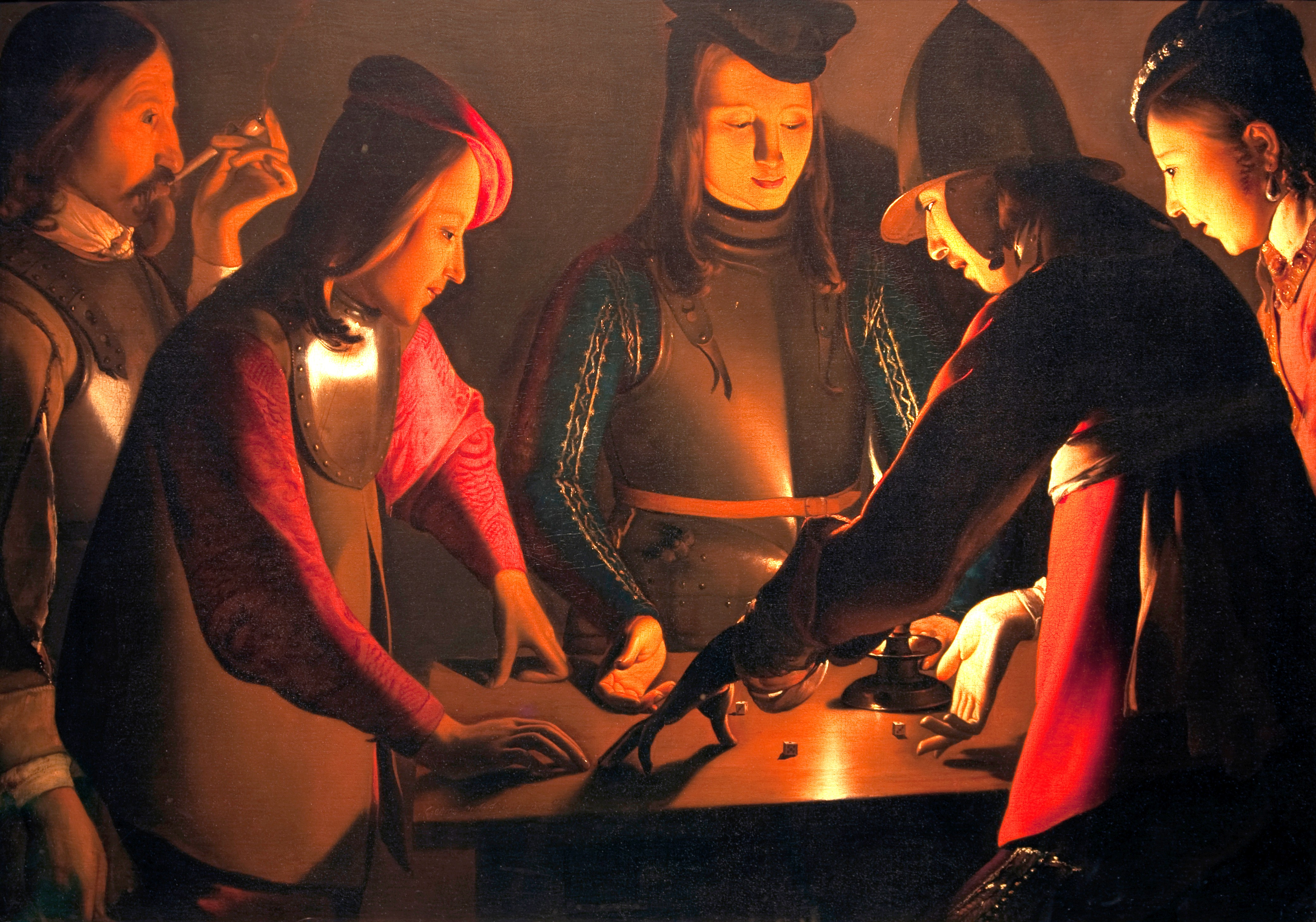
掷骰子的人
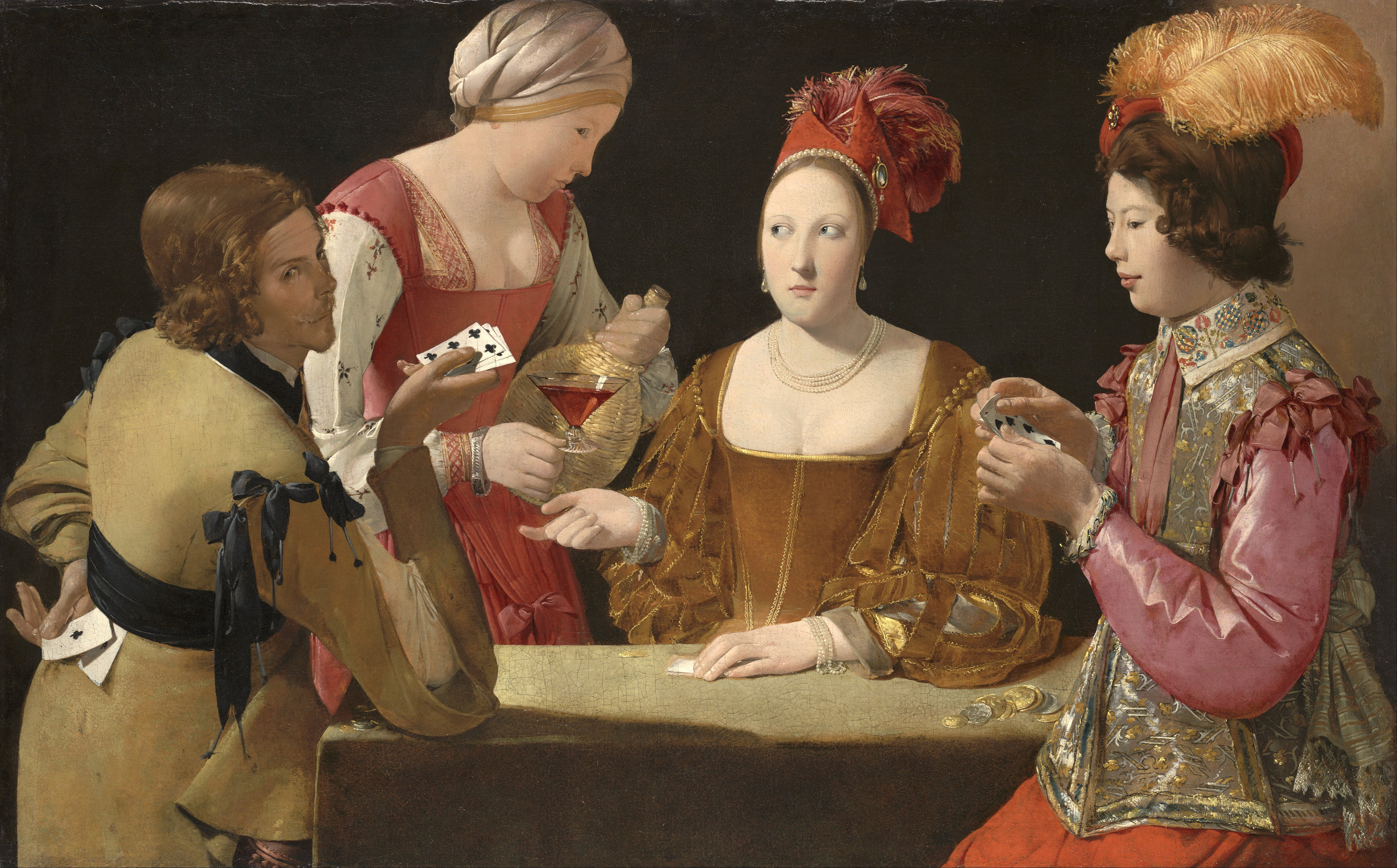
方塊A的作弊者
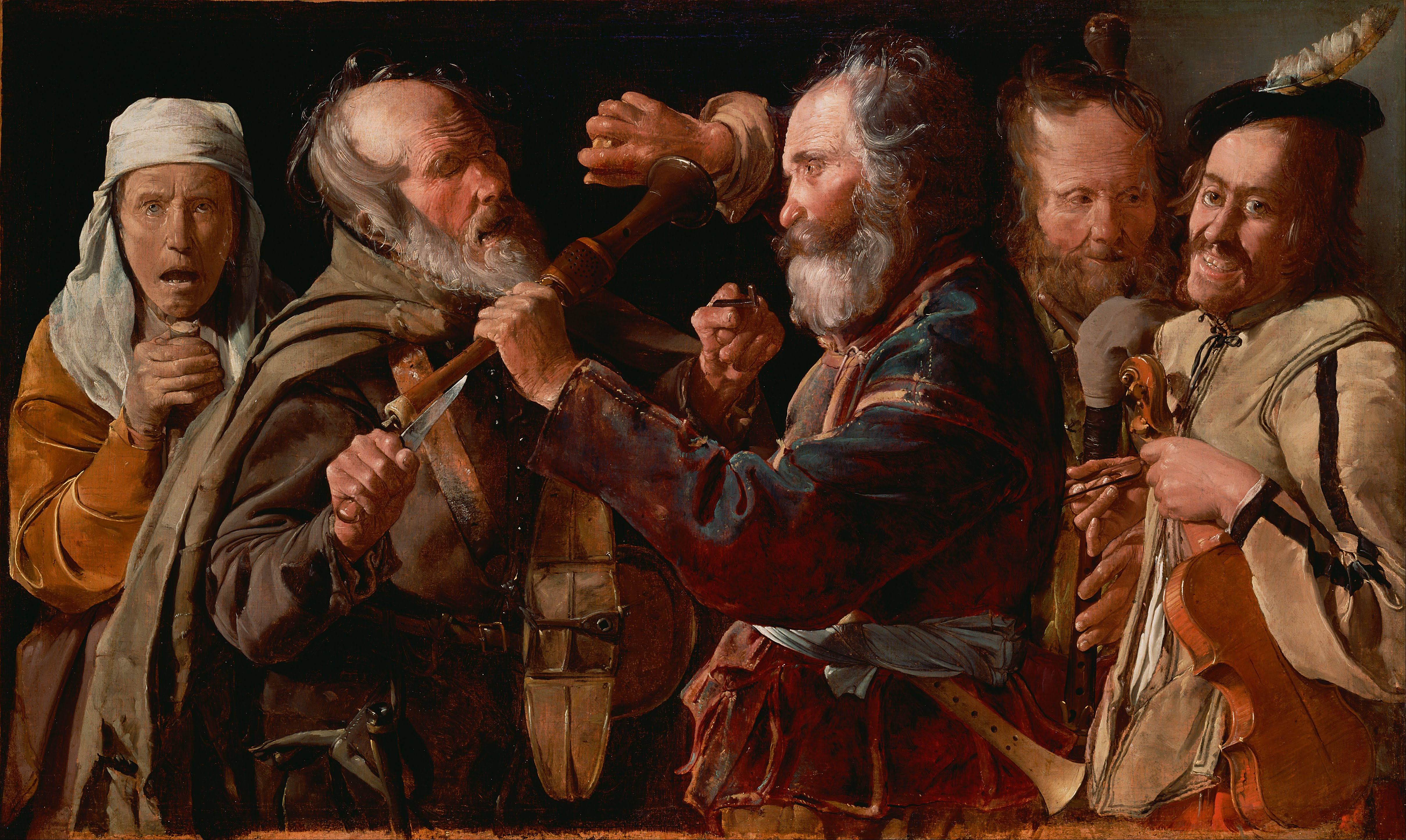
樂師鬥毆
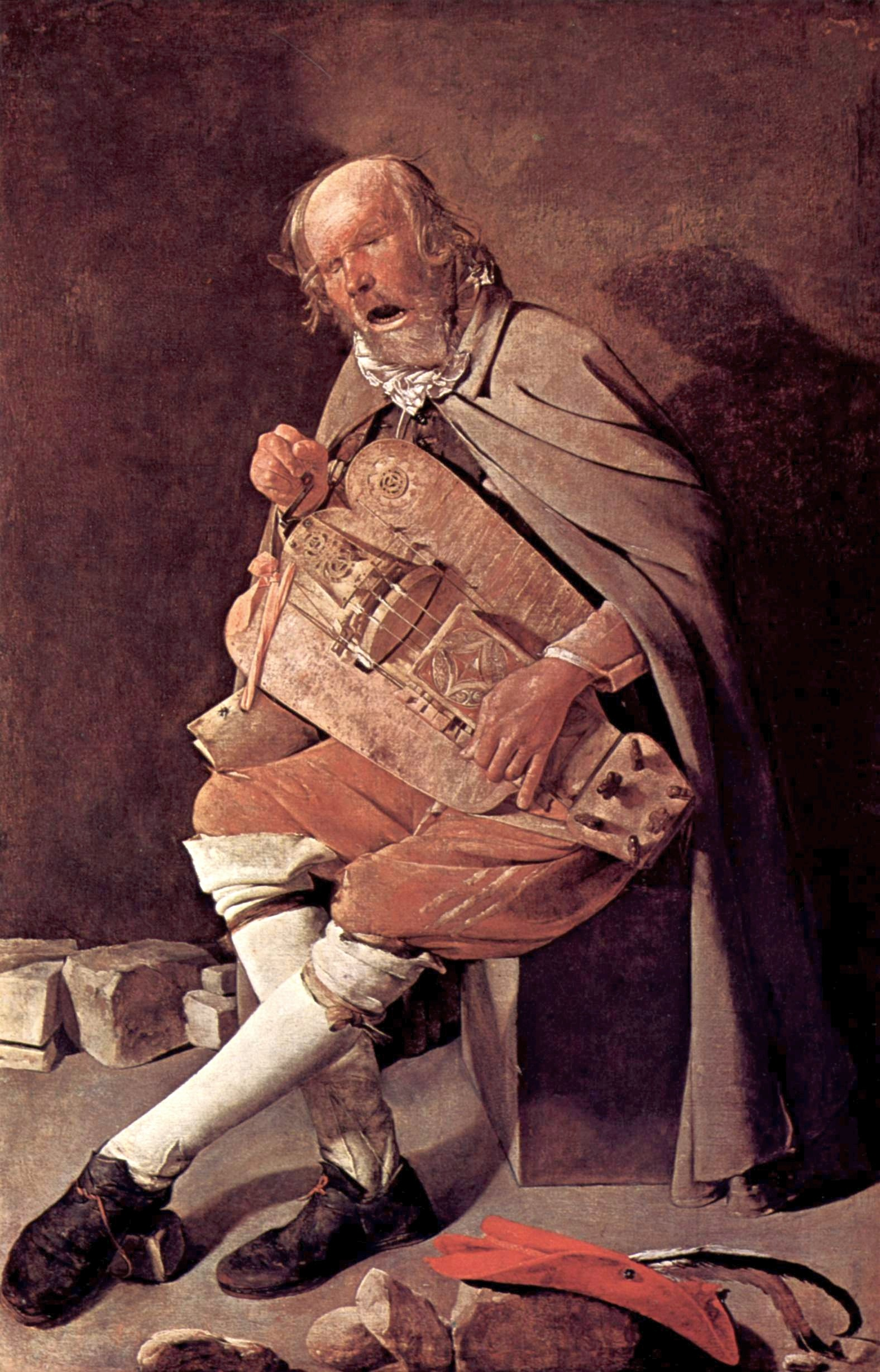
南特的绞弦琴乐师
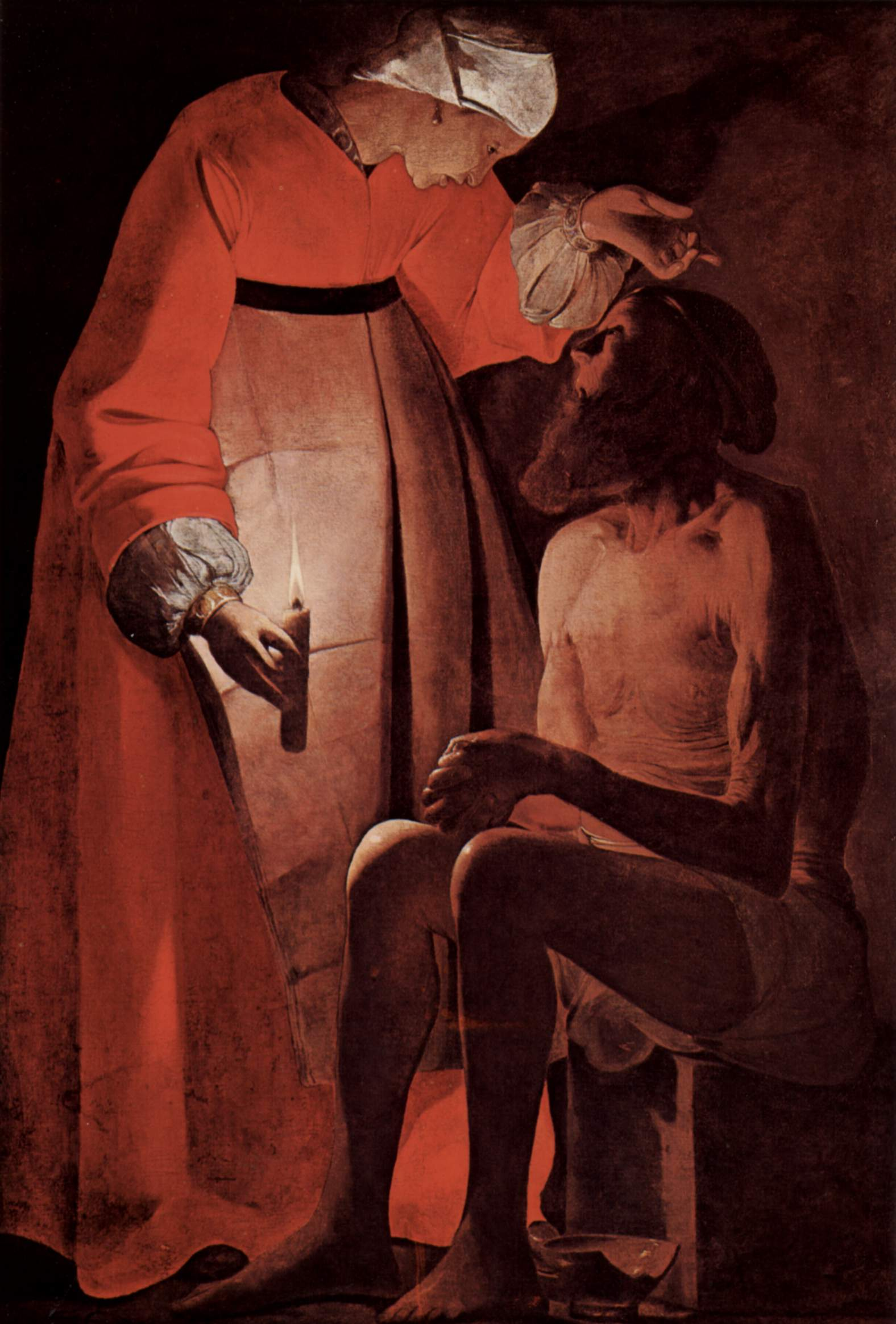
約伯被妻子嘲弄
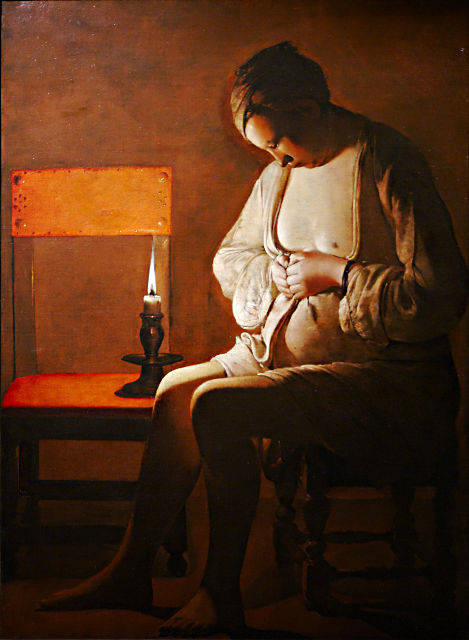
捕蝨子的女人
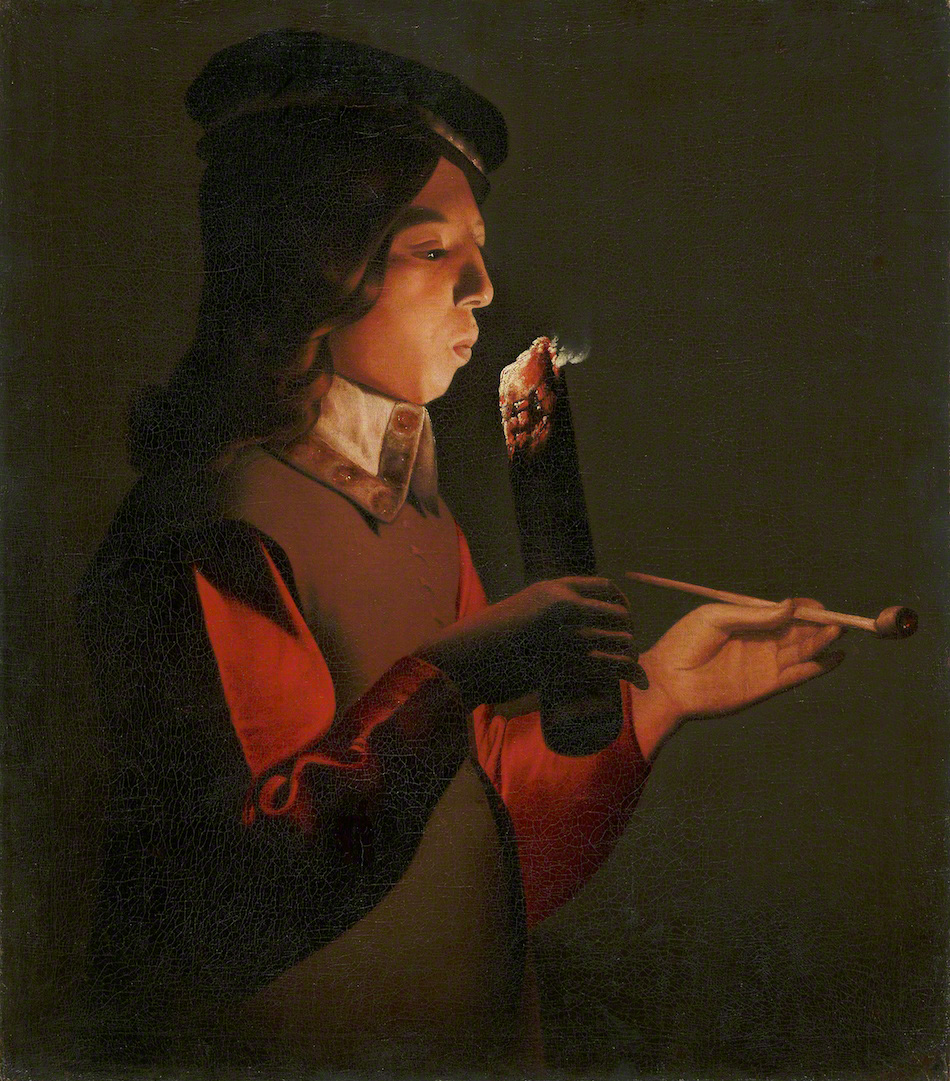
吸菸者
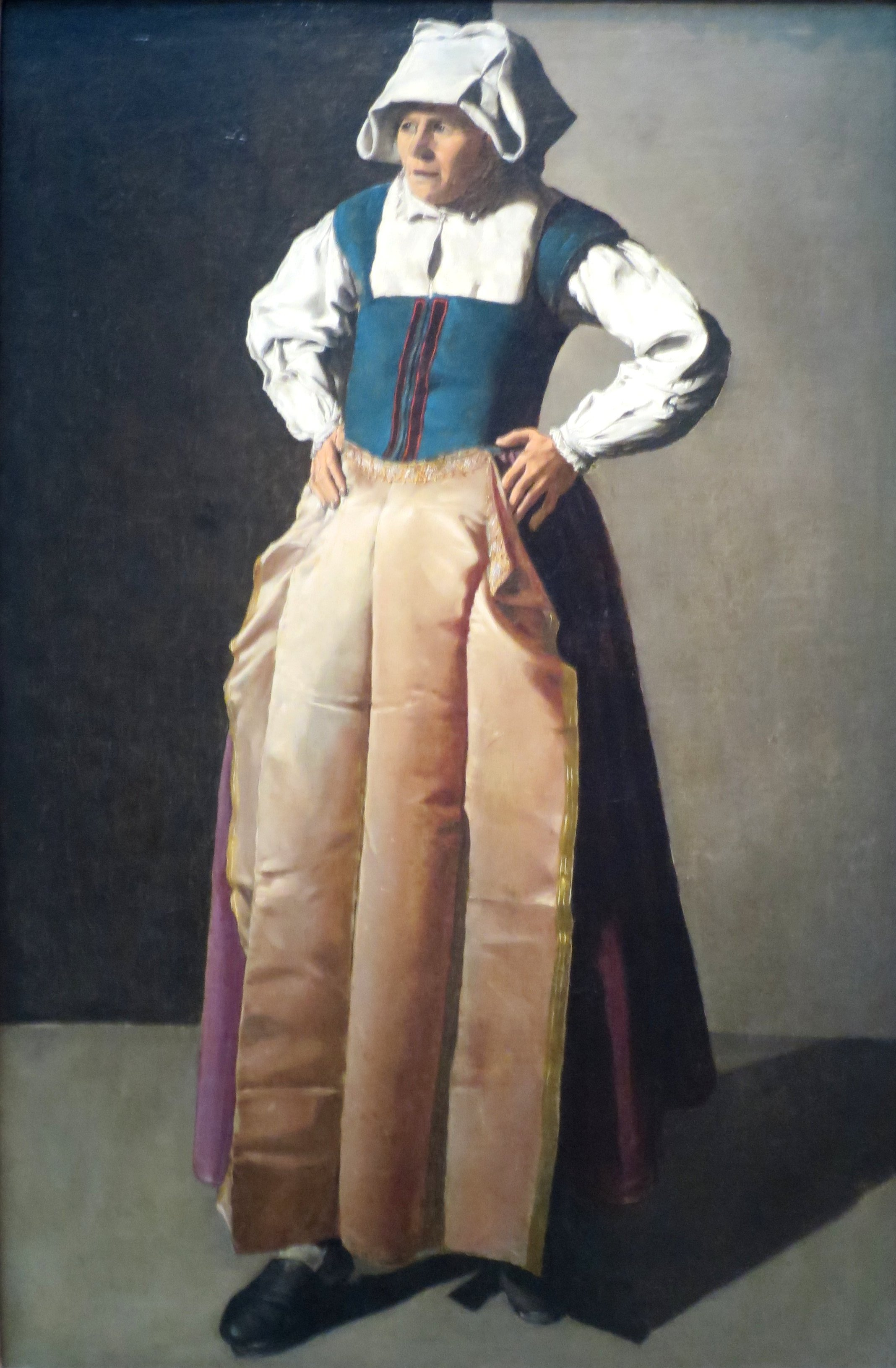
老婦人
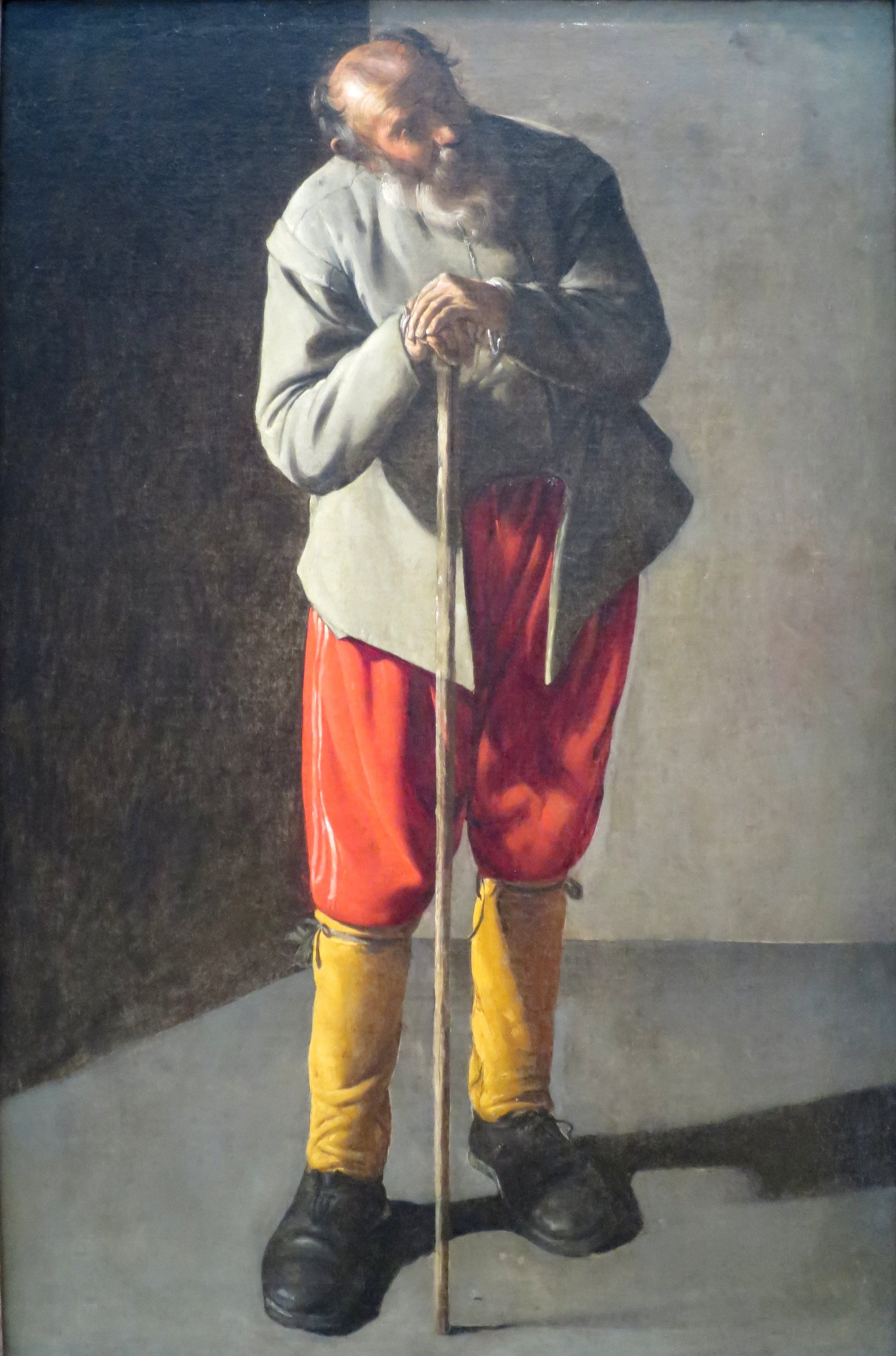
老人像

## 收藏拉·图尔作品的博物馆
- 法国
  - 南锡美术馆，原洛林的首府，藏品最多
  - 巴黎，卢浮宫，以及其他省的博物馆
- 英国
  - 普来斯顿宫博物馆，收藏《掷色子的人》
- 美国
  - 洛杉矶县立艺术博物馆
  - 洛杉矶，盖蒂中心
  - 纽约，大都会博物馆
  - 纽约，弗里克收藏
  - 旧金山，笛洋美术馆
  - 华盛顿特区，國家藝廊